# Epigynopteryx langaria
Epigynopteryx langaria är en fjärilsart som beskrevs av Holland 1920. Epigynopteryx langaria ingår i släktet Epigynopteryx och familjen mätare. Inga underarter finns listade i Catalogue of Life.